# Liste der Baudenkmale in Carinerland
In der Liste der Baudenkmale in Carinerland sind alle Baudenkmale der Gemeinde Carinerland (Landkreis Rostock) und ihrer Ortsteile aufgelistet (Stand 10. Februar 2021).

## Legende
In den Spalten befinden sich folgende Informationen:
- ID-Nr: Die Nummer wird von den Denkmalämtern der Landkreise vergeben. Wenn sie nicht bekannt ist, bleibt die Spalte leer. In dieser Spalte kann sich zusätzlich das Wort Wikidata befinden, der entsprechende Link führt zu Angaben zu diesem Denkmal bei Wikidata.
- Lage: die Adresse des Denkmales und die geographischen Koordinaten.
Link zu einem Kartenansichtstool, um Koordinaten zu setzen. In der Kartenansicht sind Denkmale ohne Koordinaten mit einem roten bzw. orangen Marker dargestellt und können in der Karte gesetzt werden. Denkmale ohne Bild sind mit einem blauen bzw. roten Marker gekennzeichnet, Denkmale mit Bild mit einem grünen bzw. orangen Marker.
- Bezeichnung: Bezeichnung, so wie sie in den offiziellen Listen der Denkmalämter steht. Ein Link hinter der Bezeichnung führt zum Wikipedia-Artikel über das Denkmal. Wenn die Bezeichnung der Denkmalämter inhaltlich fehlerhaft ist, ist in der Spalte „Beschreibung“ darauf hinzuweisen.
- Beschreibung: Beschreibung des Denkmales
- Bild: ein Bild des Denkmales und gegebenenfalls einen Link zu weiteren Fotos des Denkmals im Medienarchiv Wikimedia Commons

## Baudenkmale nach Ortsteilen

### Alt Karin
| ID  | Lage                        | Bezeichnung                                                                  | Beschreibung | Bild           |
| --- | --------------------------- | ---------------------------------------------------------------------------- | --- | -------------- |
| 821 | Hofstraße                   | Kuhstall                                                                     | | Kuhstall       |
| 21  | Kastanienallee (Karte)      | Kirche mit Friedhof, 2 Grabkapellen und Grabstein Dr. Ernst Sass             | Die Bauzeit der Kirche ist Ende des 13. Jahrhunderts oder Beginn des 14. Jahrhunderts. Die Kirche ist ein frühgotischer Backsteinbau auf einem zwei Meter hohen Fundament aus unbehauenen Feldsteinen. Sie wird von Strebepfeilern gestützt. Das mit zwei Kreuzrippengewölben gedeckte Langhaus ist einschiffig, der Chor ist ebenfalls mit einem Kreuzgewölbe gedeckt und schließt mit einer 5/12-Apsis. | Weitere Bilder |
| 820 | Kastanienallee              | Pflasterstraße innerhalb der Ortslage                                        | | Weitere Bilder |
| 13  | Kastanienallee 1 (Karte)    | Gutsarbeiterkaten                                                            | | Weitere Bilder |
| 14  | Kastanienallee 2 (Karte)    | Gutsarbeiterkaten                                                            | | Weitere Bilder |
| 15  | Kastanienallee 3 (Karte)    | Gutsarbeiterkaten                                                            | | Weitere Bilder |
| 20  | Kastanienallee 5 (Karte)    | Gutshaus (Holländerhaus)                                                     | | Weitere Bilder |
| 16  | Kastanienallee 6/6a (Karte) | Pfarrhof mit Wohnhaus, ehemaligem Stall sowie zwei Skulpturentorsi im Garten | | Weitere Bilder |
| 18  | Kastanienallee 8 (Karte)    | Gutsarbeiterkaten                                                            | | Weitere Bilder |
| 19  | Kastanienallee 10 (Karte)   | Gutsarbeiterkaten                                                            | | Weitere Bilder |

### Garvensdorf
| ID  | Lage                               | Bezeichnung                          | Beschreibung | Bild |
| --- | ---------------------------------- | ------------------------------------ | ------------ | ---- |
| 193 | Garvensdorfer Hofstraße 10 (Karte) | Gutshaus                             |              |      |
| 806 | Hof 6 (Karte)                      | Eiskeller der Gutsanlage Garvensdorf |              |      |

### Kirch Mulsow
| ID  | Lage                        | Bezeichnung                                             | Beschreibung | Bild           |
| --- | --------------------------- | ------------------------------------------------------- | ------------ | -------------- |
| 377 | Dorfstraße 6 (Karte)        | Wohnhaus                                                |              |                |
| 378 | Dorfstraße 11 (Karte)       | Pfarrhaus                                               |              |                |
| 379 | Garvensdorfer Weg 8 (Karte) | Kirche mit Kirchhof, Grabkapelle, Gruft, Kriegerdenkmal |              | Weitere Bilder |

### Krempin
| ID  | Lage                  | Bezeichnung                               | Beschreibung | Bild |
| --- | --------------------- | ----------------------------------------- | ------------ | ---- |
| 403 | Dorfstraße 22 (Karte) | Hofanlage mit Wohnhaus, Stall und Scheune |              |      |
| 404 | Dorfstraße 26 (Karte) | Wohnhaus/Stall, Scheune, 2 Stallgebäude   |              |      |

### Moitin
| ID  | Lage                       | Bezeichnung      | Beschreibung | Bild           |
| --- | -------------------------- | ---------------- | ------------ | -------------- |
| 517 | Kamminer Straße 14 (Karte) | Ställchen        |              | Weitere Bilder |
| 518 | Kamminer Straße 19 (Karte) | Wohnhaus/Scheune |              |                |

### Neu Karin
| ID  | Lage                     | Bezeichnung | Beschreibung | Bild |
| --- | ------------------------ | ----------- | ------------ | ---- |
| 547 | Stiller Winkel 1 (Karte) | Wohnhaus    |              |      |
| 548 | Stiller Winkel 2 (Karte) | Hallenhaus  |              |      |

### Ravensberg
| ID  | Lage                  | Bezeichnung | Beschreibung | Bild           |
| --- | --------------------- | ----------- | ------------ | -------------- |
| 589 | Dorfstraße 46 (Karte) | Schmiede    |              | Weitere Bilder |

## Ehemalige Baudenkmäler

### Alt Karin
| ID | Lage                     | Bezeichnung     | Beschreibung | Bild            |
| -- | ------------------------ | --------------- | ------------ | --------------- |
|    | Kastanienallee 7 (Karte) | Inspektorenhaus |              | Inspektorenhaus |

### Danneborth
| ID  | Lage                    | Bezeichnung                              | Beschreibung            | Bild |
| --- | ----------------------- | ---------------------------------------- | ----------------------- | ---- |
| 186 | Lindenallee 1/2 (Karte) | Gutshaus mit Pferdestall und Rinderstall | Im Mai 2018 abgerissen. |      |